# Matelot (dans)
Een matelot ook wel een "matelotte" genoemd, is een contradans en reidans die voornamelijk in 6/8 en 2/4 maat voorkomt.
De dans is ontstaan onder matrozen en dankt zijn huidige naam dan ook aan een verbastering van het Franse woord matelot wat matroos betekent.
De dans werd in 1706 voor het eerst beschreven door balletmeester Raoul Auger Feuillet aan het hof van Lodewijk XIV. Hij noemde dit soort dansen La Matelote. Geïnspireerd door de matrozendansen uit die tijd. Vanuit Frankrijk verbreidde de matelot zich o.a. naar Engeland en raakte zo tussen 1750 en begin 1800 ook in Nederland populair. 

## Madlot
De Matelot was in het noorden van het land bekend als volksdans. In de volksmond verbasterd tot 'Madlot' of 'Madelot'. 
Deze levendige dans staat in 6/8 maat. Er zijn verschillende traditioneel Nederlandse madlots te vinden in de speelmanshandschriften uit begin 1800, met name in het repertoire van de Friese speelman Wieger Michiels Visser. 

## Maclotte
In Wallonië en Luxemburg kent men de matelot onder de naam "maclotte" of "maclote". Deze dans staat in 2/4 en 6/8 maat.  
Er wordt gezegd dat ieder dorp zijn eigen maclotte heeft gehad, echter niet al die maclottes zijn overgeleverd. 
Dat bekendste maclottes zijn:
- Maclotte de Coo
- Maclotte de Habiémont
- Maclotte de Steinbach